# Sascha Wolfert
Sascha Wolfert (* 26. Februar 1990 in Aschaffenburg) ist ein ehemaliger deutscher Fußballspieler.

## Karriere
Wolfert spielte in der Jugend für den FC Unterafferbach, den SV Viktoria Aschaffenburg und Kickers Offenbach. Bei den Kickers spielte er in der Saison 2009/10 in der zweiten Mannschaft, bevor er zur Saison 2010/11 zu Eintracht Frankfurt wechselte, bei der er ebenfalls nur in der zweiten Mannschaft eingesetzt wurde.
2012 wechselte Wolfert zum 1. FC Kaiserslautern. Nachdem er für die zweite Mannschaft des FCK zwölf Partien in der Regionalliga Südwest absolviert und dabei sechs Tore erzielt sowie drei weitere vorbereitet hatte, wurde er in den Kader für das Auswärtsspiel gegen den 1. FC Köln am 26. Oktober 2012 berufen. Er hatte zuvor bereits mit der ersten Mannschaft trainiert. In der 80. Minute kam er zu seinem Debüt für die A-Mannschaft des FCK, als er für Konstantinos Fortounis eingewechselt wurde.
Am 31. März 2013 gab der SV Wehen Wiesbaden die Verpflichtung von Wolfert für die neue Saison bekannt. Beim SVWW erhielt Wolfert einen Zweijahresvertrag. Bereits im Januar 2014 wurde der Vertrag wieder gelöst und er wechselte zur SV Elversberg in die 3. Liga. Nach dem Abstieg der SVE in die Regionalliga verpflichtete ihn im Juli 2014 Wormatia Worms. Nach einer Saison wechselte Wolfert zu Viktoria Aschaffenburg. Mit dem Verein stieg er 2015/16 aus der Regionalliga in die Bayernliga ab. Als Vizemeister scheiterte man in der folgenden Spielzeit am direkten Wiederaufstieg, Wolfert verließ nach der Saison den Verein und beendete seine Karriere.